# Lehndorff
Lehndorff ist ein deutscher Familienname.

## Namensträger
- Ernst Ahasverus Heinrich von Lehndorff (1727–1811), preußischer Kammerherr
- Frieda Lehndorff (1876–1962), deutsche Schauspielerin bei Bühne und Film
- Georg von Lehndorff (1833–1914), deutscher Pferdezüchter
- Gerhard Ahasverus von Lehndorff (1637–1688), kurbrandenburgischer Generalleutnant und Staatsminister
- Hans von Lehndorff (1910–1987), deutscher Chirurg und Schriftsteller
- Heinrich von Lehndorff (1829–1905), preußischer General der Kavallerie
- Heinrich Graf von Lehndorff-Steinort (1909–1944), deutscher Militär, Beteiligter am militärischen Widerstand gegen Adolf Hitler
- Karl von Lehndorff (Generalleutnant) (1770–1854), deutscher General
- Karl von Lehndorff (Diplomat) (1826–1883), deutscher Diplomat und Politiker, MdR
- Meinhard von Lehndorff (1590–1639), deutscher Oberstleutnant und Landrat von Rastenburg
- Siegfried Graf Lehndorff (1869–1956), deutscher Pferdezüchter
- Steffen Lehndorff (* 1947), deutscher Wirtschaftswissenschaftler und Autor
- Veruschka Gräfin von Lehndorff (* 1939), deutsches Fotomodell, Malerin und  Fotografin